# Zakazany owoc (film 2000)
Zakazany owoc (tytuł oryg. Keeping the Faith) – amerykański film fabularny (komedia romantyczna) nakręcony w 2000 roku i wyreżyserowany przez Edwarda Nortona (jego debiut reżyserski). Norton zadedykował film zmarłej matce, Robin.
Światowa premiera filmu miała miejsce 5 kwietnia 2000 roku w Stanach Zjednoczonych, blisko pół roku później, 25 sierpnia, obraz wszedł na ekrany polskich kin.
5 lipca 2000 film zaprezentowano podczas Międzynarodowego Festiwalu Filmowego w Karlowych Warach. 2 listopada tego samego roku w trakcie Tokyo International Film Festival obraz wyróżniono nagrodą za najlepszy scenariusz.

## Opis fabuły
Anna Riley (Jenna Elfman), Jake Schram (Ben Stiller) i Brian Finn (Edward Norton) są przyjaciółmi od dziecka. Dzieciństwo spędzają wspólnie w Nowym Jorku. Jednak Anna musi wyjechać do innego miasta z powodu przeprowadzki rodziców. Jake i Brian nadal się przyjaźnią. Jake jest żydowskim rabinem, a Brian katolickim księdzem. Pewnego dnia do ich Nowego Jorku przyjeżdża Anna. Jest piękną bizneswoman. Obydwaj się w niej zakochują, jednak Brian nie może z nią być z powodu swojego powołania i zasady celibatu, a Jake – z powodu katolickiej wiary Anny. Wkrótce Jake i Anna zostają kochankami, ale ukrywają ten fakt. Brian na skutek nieporozumienia dochodzi do wniosku, że Anna go kocha.

## Obsada
- Edward Norton – Brian Finn
- Ben Stiller – Rabin Jakob Jake Schram
- Jenna Elfman – Anna Riley
- Anne Bancroft – Ruth Schram
- Eli Wallach – Rabin Lewis
- Ron Rifkin – Larry Friedman
- Miloš Forman – Ojciec Havel
- Holland Taylor – Bonnie Rose
- Lisa Edelstein – Ali Decker
- Rena Sofer – Rachel Rose
- Ken Leung – Don
- Brian George – Paulie Chopra, barman
- Catherine Lloyd Burns – Debbie
- Susie Essman – Ellen Friedman
- Stuart Blumberg – Len
- Nelson Avidon – Joel
- Santi Formosa – koszykarz
- Francine Beers – Greta Nussbaum
- Chris Gardner – koszykarz
- Raphael M. A. Frieder – Cantor
- Bodhi Elfman – Howard "Casanova"
- Kelly Deadmon – kobieta w barze
- Juan Piedrahita – Omar
- Brian Anthony Wilson – T-Bone
- Jonathan Randell Silver – Alan Klein
- Blythe Auffarth – nastoletnia Anna Riley
- Michael Charles Roman – nastoletni Brian Finn
- Sam Goldberg – nastoletni Jake Schram
- Matt Winston – Matt
- Liz Larsen – Leslie
- Ellen Hauptman – Roz Lentz
- Tony Devon – żydowski sąsiad
- Kryss Anderson – Craig
- John P. Duffell – Ojciec Duffell
- Alexandra Rella – młoda żydówka
- Paula Raflo – żydowska matka
- Lorna Lable – żydowska matka
- Barbara Haas – żydowska matka
- Derrick Eason – współpracownik
- Donna Hanover – spowiadana kobieta
- Brenda Denmark – pielęgniarka
- Howard Greller – doktor
- David Wain – Steve Posner
- Rena Blumberg – Chaya
- Hawk Koch – profesor-rabin
- Dagmara Dominczyk – Claire

## Realizacja
Produkcja filmu rozpoczęła się w maju 1999 roku. Budżet, jaki posłużył twórcom, wynosił blisko trzydzieści milionów dolarów, a zdjęcia realizowano na terenie miasta Nowego Jorku − przede wszystkim w dzielnicy Manhattan. Nieliczne sceny kręcono w Newark w stanie New Jersey.

## Nagrody i wyróżnienia[1]
- 2000, Casting Society of America, USA:
  - nominacja do nagrody Artios w kategorii casting do kinowego filmu komediowego (nominowany: Avy Kaufman)
- 2000, Street Film Festival, Milan:
  - nagroda Street w kategorii najlepszy film kinowy (Edward Norton)
- 2000, Tokyo International Film Festival:
  - nagroda w kategorii najlepszy scenariusz (Stuart Blumberg)
- 2001, Blockbuster Entertainment Awards:
  - nominacja do nagrody Blockbuster Entertainment w kategorii najlepsza aktorka w filmie komediowym lub romantycznym (Jenna Elfman)
- 2001, Satellite Awards:
  - nominacja do nagrody Golden Satellite w kategorii najlepszy występ aktora w filmie kinowym − komedii lub musicalu (Edward Norton)
  - nominacja do nagrody Golden Satellite w kategorii najlepszy występ aktorki w filmie kinowym − komedii lub musicalu (Jenna Elfman)

## Box office
W przeciągu tygodnia od swojej premiery kinowej w Stanach Zjednoczonych, film przyniósł dochód 8 078 671 dolarów, plasując się na trzeciej pozycji zestawienia Box Office'u (tuż za 28 dniami i Regulaminem zabijania). Ogólne zyski z dystrybucji filmu na świecie wyniosły 59 945 183 dolarów, przy szacunkowym budżecie trzydziestu milionów USD.